# Ormosia macrocalyx
Ormosia macrocalyx är en ärtväxtart som beskrevs av Adolpho Ducke. Ormosia macrocalyx ingår i släktet Ormosia och familjen ärtväxter. Inga underarter finns listade i Catalogue of Life.